# Grzegorz Wons
Grzegorz Wons (ur. 28 marca 1952 w Poznaniu) – polski aktor teatralny, filmowy oraz dubbingowy.

## Życiorys
Absolwent Państwowego Liceum Sztuk Plastycznych w Poznaniu (1972). W 1976 ukończył studia na PWST w Warszawie, której później został wykładowcą. Po ukończeniu studiów został aktorem Teatru Na Woli, w którym zadebiutował główną rolą w spektaklu Leonce i Lena.
Popularność przyniosły mu role w Teatrze Telewizji i występy w Kabarecie Olgi Lipińskiej. Pod koniec lat 80. pracował fizycznie w Szwecji. Prowadził teleturniej Dobra cena w TVN. Udziela też głosu w dubbingu.
Z żoną Alicją ma córkę Adriannę i syna Jakuba.

## Teatr
- Teatr Na Woli (1976–1981)
- Teatr Współczesny w Warszawie (1981–1985)
- Teatr Dramatyczny w Warszawie (1985–2000)
- Teatr Kwadrat w Warszawie (od 2000)

## Filmografia
- 1974: Ile jest życia jako student (odc. 9)
- 1975: Moja wojna, moja miłość (obsada aktorska)
- 1976: 07 zgłoś się jako aktor w filmie oglądanym przez Sucheckiego (odc. 4)
- 1977: Coś za coś (obsada aktorska)
- 1978: Zaległy urlop jako projektant
- 1978: Bez znieczulenia jako student Michałowskiego
- 1980: Gorączka jako oficer żandarmerii detonujący bombę
- 1981: Przyjaciele (odc. 4)
- 1981: Dziecinne pytania jako robotnik
- 1981: Amnestia jako Miczikiew
- 1982: Życie Kamila Kuranta jako bezdomy pisarz, kolega Kamila (odc. 6)
- 1983: Na straży swej stać będę jako „Remiza”
- 1984: Hania jako korepetytor
- 1985: Jezioro Bodeńskie jako Jean Ledoix
- 1986: Zmiennicy jako lekarz (odc. 3 i 4)
- 1986: Maskarada jako Stefan, młody aktor
- 1987: Śmierć Johna L. jako „Boy”, menedżer zespołu
- 1987: Rzeka kłamstwa jako Aleksander, pasierb Wincenty (odc. 1 i 2)
- 1987: Cesarskie cięcie jako sekretarz Rozmaryna
- 1988: Biesy jako spiskowiec
- 1988: Królewskie sny jako Jan Kraska, kancelarzysta Jagiełły
- 1989: Paziowie (obsada aktorska)
- 1989: Kanclerz jako król Henryk III Walezy (odc. 1)
- 1989: Janka jako Jakub Bromski, stryj Julka
- 1989: Bal na dworcu w Koluszkach jako Tosiek
- 1990: Napoleon jako Bessieres (odc. 5)
- 1990: Kapitan Konrad (obsada aktorska)
- 1990: Jan Kiliński jako Konopka
- 1990: Europa, Europa (obsada aktorska)
- 1990: Dom na głowie jako stary ramol (odc. 3)
- 1991: Pogranicze w ogniu jako Herbert, lokaj barona von Nietzmera (odc. 18 i 19)
- 1991: Panny i wdowy jako służący Susanne, mąż służącej Ali
- 1992: Zwolnieni z życia jako Wiktor, konfident SB
- 1993: Zespół adwokacki jako pan Wiesio, „złota rączka” reperujący sprzęt w kancelarii (odc. 2)
- 1993: Wow jako redaktor tygodnika Z UFO na ty Richard Fuller (odc. 6)
- 1994–1995: Fitness Club jako Wojtek, brat Ewy
- 1995: Maszyna zmian jako narrator (głos)
- 1995: Nic śmiesznego jako operator Waldi rozmawiający z Adamem przez telefon o potencjalnym filmie Zaczerpnąć dłonią
- 1996: Poznań 56 jako ojciec Darka
- 1996: Maszyna zmian. Nowe przygody jako narrator (głos)
- 1996: Dzieci i ryby jako Wiesiek, uczestnik zjazdu absolwentów
- 1997–1998: Z pianką czy bez jako Stefan Andrzejewski, właściciel lokalu
- 1997: Pułapka jako Januszewicz, reżyser „Tramwaju zwanego pożegnania”
- 1999: Policjanci jako Zarzycki, zięć Trojaka (odc. 8)
- 1999: Miodowe lata jako prowadzący teleturniej (odc. 20)
- 2000: Sukces jako Grzegorz Madej, mąż Barbary
- 2000: 13 posterunek 2 jako konwojent (odc. 5)
- 2001: Na dobre i na złe jako Galas, ojciec Marysi (odc. 72 i 73)
- 2002–2006, 2009–2010: Samo życie jako Sławomir Ratajczak, kierownik administracyjny redakcji gazety „Samo Życie”
- 2003: Męskie-żeńskie jako bezdomny Kamiński
- 2004: Dziupla Cezara jako Jerzy Świętokrzyski, ojciec Magdy
- 2004: Daleko od noszy jako Edek Łowiecki (odc. 31)
- 2005: Wiedźmy jako Kalbarczyk (odc. 4)
- 2005: Pensjonat pod Różą jako Grzegorz Górak, ojciec Kamila (odc. 62 i 63)
- 2005: Anioł Stróż jako weterynarz (odc. 4)
- 2006: U fryzjera jako fryzjer Grzegorz Grzegorz
- 2006–2009, 2011–2016: Ranczo jako Andrzej Więcławski
- 2007: Ranczo Wilkowyje jako Więcławski
- 2007: Niania jako Rajmund (odc. 83)
- 2007: Na dobre i na złe jako syn Jana (odc. 300)
- 2007: Mamuśki jako Zbyszek, kolega Sroki
- 2007: Halo Hans! jako Adolf Kaput, szef knajpy „Paradis”
- 2010: Milczenie jest złotem jako klient z Metalexu
- 2010: Czas honoru jako aptekarz Bogusław Golański (odc. 30)
- 2011–2012: Na Wspólnej jako Henryk Cieślik
- 2012–2017: Przyjaciółki jako Zbigniew Zalewski, ojciec Michała
- 2012: Piąty Stadion jako Henio Majewski (odc. 18)
- 2013: Ojciec Mateusz jako Wojciech Pakosiński (odc. 112)
- od 2014: Klan jako Leopold Kwapisz, adorator, a potem narzeczony i mąż Grażyny Lubicz
- 2016: Ojciec Mateusz jako Filip, były teść Błaszczaka (odc. 209)
- 2017: Ultraviolet jako ksiądz Tokarski (odc. 6)
- 2017: Na dobre i na złe jako kompozytor Juliusz Korkosz (odc. 678)
- 2017: Lekarze na start jako burmistrz Ryszard Rybczyński (odc. 8)
- 2017: Barwy szczęścia jako profesor Wojciechowski
- 2018–2019: Dziewczyny ze Lwowa jako pianista Antoni Sarkisjan
- 2018: Drogi wolności jako Wojciech Korfanty (odc. 7)
- 2018: 1983 jako komendant Stanisław Górski
- 2019: Korona królów jako Marcin z Rajska
- 2019: Za marzenia jako profesor Bartka (odc. 16)
- 2019: Proceder jako ordynator
- 2019–2020: M jak miłość jako Robert Krajewski, ojciec Leszka
- 2021: Piękni i bezrobotni jako właściciel Ramzesa, mąż Tamary (odc. 10)
- 2021: Komisarz Mama jako Bogumił, dyrektor hotelu (odc. 5)
- 2022: Ojciec Mateusz jako Marek Kopiec, ojciec Eryka (odc. 361)

## Polski dubbing
- 2021: Gwiezdne wojny: Parszywa zgraja – Palpatine
- 2020: Lego Gwiezdne wojny: Świąteczna przygoda – C-3PO[5]
- 2020: Magiczne wakacje – Preston
- 2019: Corgi, psiak królowej – prezydent Trump
- 2019: Togo – Burmistrz George Maynard
- 2019: Pokémon: Detektyw Pikachu – Howard Clifford
- 2018: Fantastyczne zwierzęta: Zbrodnie Grindelwalda – Nicholas Flamel
- 2016: Mrówka Z – Pułkownik Krajak
- 2016: Epoka lodowcowa 5: Mocne uderzenie – Gavin
- 2016: Lego Gwiezdne wojny: Przebudzenie Mocy – Imperator Palpatine
- 2016: Dzień Niepodległości: Odrodzenie – Thomas J. Whitmore
- 2016: X-Men: Apocalypse – Naukowiec w Pentagonie
- 2016: Epoka lodowcowa: Wielkanocne niespodzianki – Cholly Bear
- 2015: Disney Infinity 3.0 – C-3PO
- 2015: Lego Star Wars: Opowieści droidów –
  - C-3PO,
  - Imperator Palpatine/Darth Sidious
- 2015: Sekrety morza – Meszek
- 2015: Ant-Man – Howard Stark
- 2015: Paddington – Pan Curry
- 2014: Hobbit: Bitwa Pięciu Armii – Tosser Grubb
- 2014: Ryś i spółka, czyli zwierzaki kontratakują
- 2014: Star Wars: Rebelianci –
  - C-3PO (o3),
  - Palpatine (17)
- 2013: Lego Star Wars: Kroniki Yody –
  - Palpatine/Darth Sidious
  - C-3PO
- 2013: Percy Jackson: Morze potworów – Pan D.
- 2012: Pound Puppies: Psia paczka – burmistrz Jerry
- 2012: Victoria znaczy zwycięstwo – Mason Thornesmith
- 2012: Lego Star Wars: Upadek Imperium – C-3PO/Palpatine
- 2012: Wymarzony luzer – Alan Schoenfield
- 2011: Lękosław Wiewiórka – Nestor
- 2011: Przygody Tintina – Sacharyna
- 2011: Lemoniada Gada – Dyrektor Benigen
- 2011: Gwiezdne wojny: część VI – Powrót Jedi – C-3PO
- 2011: Gwiezdne wojny: część V – Imperium kontratakuje – C-3PO
- 2011: Gwiezdne wojny: część IV – Nowa nadzieja – C-3PO
- 2010: Zeke i Luther –
  - Donut Don (60),
  - Ronald Donaldson, brat bliźniak Dona (60)
- 2009: Książę i żebrak – hollywoodzka opowieść
- 2009: Dragon Age: Początek
- 2009: Kiddo – superciężarówka
- 2009: Astro Boy – Prezydent Stone
- 2009: Góra Czarownic – Lloyd
- 2008: Fallout 3 – James
- 2008: Gwiezdne wojny: Wojny klonów –
  - Palpatine,
  - Darth Sidious,
  - C-3PO
- 2007: Co gryzie Jimmy’ego? – Sonny Alabaster Appleday
- 2007: Król Maciuś Pierwszy – Generał
- 2007: Miejskie szkodniki – Abe
- 2006: Zawiadowca Ernie – Paryż
- 2006: Po rozum do mrówek – Zoc
- 2005: Lassie – Buckles
- 2005: Gwiezdne wojny: część III – Zemsta Sithów – C-3PO
- 2004–2006: Na górze i na dole
- 2004–2006: Brenda i pan Whiskers – Gasparr Le Ge Ko
- 2004–2006: Hi Hi Puffy AmiYumi
- 2004: Lilli czarodziejka
- 2004: Scooby Doo i potwór z Loch Ness – sir Ian
- 2004: Gwiezdne jaja: Część I – Zemsta świrów – Kapitan Kirx
- 2004: Tom – Carter
- 2004: Lemony Snicket: Seria niefortunnych zdarzeń – Wujek Monty
- 2004: Hi Hi Puffy AmiYumi
- 2003–2005: Gwiezdne wojny: Wojny klonów – C-3PO
- 2003: Andzia
- 2003: O rety! Psoty Dudusia Wesołka – Owca
- 2003: Małgosia i buciki –
  - Herman (1b),
  - Kaczorek (6b)
- 2003: Misiowanki
- 2003: 101 dalmatyńczyków II. Londyńska przygoda – Lars
- 2002–2007: Kim Kolwiek – Killigan (I, II i III seria)
- 2002–2005: Co nowego u Scooby’ego?
- 2002–2004: Pan Andersen opowiada – Hans Christian Andersen
- 2002–2004: Bajki świata
- 2002: Król Maciuś Pierwszy
- 2002: Balto II: Wilcza wyprawa – Borys
- 2002: Stuart Malutki 2 – Muniek
- 2002: Osiem szalonych nocy
- 2002: Karlsson z dachu
- 2002: Jak to działa? – Troy
- 2001: Andzia – Szyper
- 2000–2003: Weterynarz Fred – Redaktor (21)
- 2000–2001: Tata lew
- 2000: Bob Budowniczy i niezapomniane święta Bożego Narodzenia
- 2000: The Longest Journey: Najdłuższa podróż – Burns Flipper, Lorhan
- 2000: Ratunku, jestem rybką! – Profesor Mac Krell
- 2000: Wampirek – Nauczyciel
- 2000: Łatek – Pchła Grajek (po śmierci Janusza Bukowskiego)
- 2000: Goofy w college’u
- 1999–2002: Pcin Dolny – różne głosy
- 1999–2000: Dilbert – Dilbert
- 1998–2002: Kotopies – Pies
- 1998: Przygody Kuby Guzika – Strażnik płonącej granicy
- 1998: Rudolf czerwononosy renifer – Zgryźlik
- 1998: Papirus – narrator
- 1997: Batman i Robin
- 1997: Witaj, Franklin
- 1997: Kapitan Pazur – Kapitan Pazur
- 1996–1998: Kacper
- 1995: Pocahontas – Wiggins
- 1994–1998: Prawdziwe potwory – Ikis
- 1994: Skoś trawnik tato, a dostaniesz deser – Ken Cochran
- 1992–1998: Batman – Biały Duch / Simon Trent
- 1992: Tom i Jerry: Wielka ucieczka – Kapitan Kiwi
- 1992: Kometa nad Doliną Muminków
- 1992: W 80 marzeń dookoła świata – Papuga Oscar
- 1991–1993: Powrót do przyszłości – Dr Emmett Brown
- 1990–1998: Świat Bobbiego
- 1990–1994: Super Baloo – Profesor Tortur
- 1990–1993: Zwariowane melodie
- 1990–1991: Muminki – Inspektor
- 1989–1995: Zamek Eureki
- 1989–1993: Owocowe ludki – Pucek
- 1989–1991: Chip i Dale: Brygada RR – Dżin
- 1989: Dommel – natarczywy domokrążca
- 1985–1991: Gumisie – sir Victor
- 1985–1987: Misiowanki
- 1983: Dookoła świata z Willym Foggiem
- 1982: Przygody Myszki Miki i Kaczora Donalda
- 1981–1992: Dzielna Mysz – Baron Greenback
- 1981–1990: Smerfy –
  - Tchórzasty (w starej wersji dubbingowej sezonu 2),
  - Reporter (w odcinkach z sezonów 7 i 8 zdubbingowanych w latach ’90),
  - Laluś (w sezonie 4, 9 i większości 7),
  - Doktor Szarlatan (nowa wersja)
- 1981–1982: Dzielna Mysz – Baron Greenback
- 1972–1973: Nowy Scooby Doo
- 1969: Ulica Sezamkowa – Count von Count
- 1962–1987: Jetsonowie (wydane przez Polskie Nagrania pod koniec lat osiemdziesiątych) – George Jetson
- 1960–1966: Flintstonowie